# Young Artist Awards 2016
La 37ª edizione della cerimonia di premiazione dei Young Artist Awards ha avuto luogo il 13 marzo 2016 alla Sportsmen's Lodge a Studio City, California.

## Categorie
I vincitori sono indicati in grassetto. Per ogni film viene inoltre indicato tra parentesi il titolo originale.

### Miglior performance in un film

#### Giovane attore protagonista (14 - 21 anni)
- Michael Grant - Where Hope Grows: Nulla è perduto (Where Hope Grows)
- Abraham Attah - Beasts of No Nation
- Josh Wiggins - Max

#### Giovane attore protagonista (11 - 13 anni)
- Steele Stebbins - Come ti rovino le vacanze (Vacation)
- Emjay Anthony - Krampus - Natale non è sempre Natale (Krampus)
- Levi Miller - Pan - Viaggio sull'isola che non c'è (Pan)
- Joshua Rush - Break Point
- Ty Simpkins - Jurassic World
- Onni Tommila - Big Game - Caccia al Presidente (Big Game)

#### Giovane attore protagonista (10 anni o meno)
- Jared Breeze - The Boy
- Kyle Catlett - Lo straordinario viaggio di T.S. Spivet (The Young and Prodigious T.S. Spivet)
- Jakob Salvati - Little Boy
- Jacob Tremblay - Room
- Carsen Warner - Lovesick

#### Giovane attrice protagonista (14 - 21 anni)
- Liv Southard - Breaking Legs
- Abigail Breslin - Contagious - Epidemia mortale (Maggie)
- Olivia DeJonge - The Visit
- Elle Fanning - L'ultima parola - La vera storia di Dalton Trumbo (Trumbo)
- Chanel Marriott - Alison’s Choice
- Odeya Rush - Piccoli brividi (Goosebumps)

#### Giovane attrice protagonista (13 anni o meno)
- Quinn McColgan - Extinction - Sopravvissuti (Extinction)
- Kaitlin Cheung - Fourth World
- Kennedi Clements - Poltergeist
- Zoë Fraser - Bark Ranger
- Ivy George - Paranormal Activity - Dimensione fantasma (Paranormal Activity: The Ghost Dimension)
- Katelyn Mager - Charlotte’s Song

#### Giovane attore non protagonista (14 - 21 anni)
- Forrest Goodluck - Revenant - Redivivo (The Revenant)
- Tom Holland - Heart of the Sea - Le origini di Moby Dick (In the Heart of the Sea)
- Jacob Lofland - Maze Runner - La fuga (Maze Runner: The Scorch Trials)
- Zach Louis - Marshall’s Miracle

#### Giovane attore non protagonista (13 anni o meno)
- Aiden Lovekamp - La grande partita (Pawn Sacrifice)
- Tate Berney - Insidious 3 - L'inizio (Insidious: Chapter 3)
- Kyle Catlett - Poltergeist
- Jack Fulton - Pay the Ghost
- Christian Isaiah - Ambivalent Hope: A Gun and a Prayer
- Jet Jurgensmeyer - Woodlawn
- Milo Parker - Mr. Holmes - Il mistero del caso irrisolto (Mr. Holmes)

#### Giovane attrice non protagonista (14 - 21 anni)
- Niamh Wilson - Lo straordinario viaggio di T.S. Spivet (The Young and Prodigious T.S. Spivet)
- Saxon Sharbino - Poltergeist
- Bella Thorne - L'A.S.S.O. nella manica (The DUFF)

#### Giovane attrice non protagonista (13 anni o meno)
- Isabella Crovetti-Cramp - Joy
- Hannah Alligood - Città di carta (Paper Towns)
- Giselle Eisenberg - La canzone della vita - Danny Collins (Danny Collins)
- Isabella Rice - Jem e le Holograms (Jem and the Holograms)
- Ripley Sobo - Steve Jobs

### Miglior performance in un cortometraggio

#### Giovane attore (14 - 21 anni)
- Robin de Zwart - Circular
- Joshua Costea - Date-O-Phobe
- Connor Long - Menschen
- Adam Murciano - Nicholas & The Poet
- Daniel Rovira - Imagination of Young

#### Giovane attore (11 - 13 anni)
- Jakob Wedel - Real Boy
- Nicholas Neve - Standing Up
- Logan Reinhart - Christine

#### Giovane attore (10 anni o meno)
- Michael Berthold - Billy the Fetus
- Joshua Kaufman - Have You Seen Calvin?
- Sean Quan - Mattress

#### Giovane attrice (14 - 21 anni)
- Megan Ashley Brown - Until Tomorrow
- Tiffany Dion - Dragon Child
- Rachel Durose - The Deepest Cut
- Cassidy Mack - Two Secrets
- Jolie Vanier - Miscommunication

#### Giovane attrice (11 - 13 anni)
- Keely Wilson - Until Tomorrow
- Isabella Bazler - Recovery
- Molly Jackson - Penny for Your Thoughts
- Katelyn Mager - Date-O-Phobe

#### Giovane attrice (10 anni o meno)
- Savannah Liles - Big Sister
- Allison Augustin - Muna
- Carissa Bazler - The Grim Reaper's Daughter
- Mila Brener - Superkid
- Maia Costea - The Candy Girl
- Kacey Fifield - The Lemonade Wars
- Kelea Skelton - Mermaid
- Mykayla Sohn - Rosethorn

### Miglior performance in un Film TV, Miniserie, Special o Pilot

#### Giovane attore
- Forrest Deal - Dolly Parton's Coat of Many Colors
- Khalid Alzouma - The Slap
- Tate Berney - The Right Girl
- Dalton Cyr - A History of Radness
- Rio Mangini - One Crazy Cruise
- Isaak Presley - A History of Radness
- Kolton Stewart - Angels In The Snow
- Owen Tanzer - The Slap
- Graham Verchere - Perfect Match

#### Giovane attrice
- Nicole Samantha Huff - Degrasssi: Don't Look Back
- Cecilia Balagot - A History of Radness
- Genea Charpentier - Run for Your Life
- Hannah Cheramy - October Kiss
- Peyton Kennedy - Murdoch Mysteries: A Merry Murdoch Christmas
- Savannah McReynolds - By God's Grace
- Marlhy Murphy - A History of Radness
- Jordyn Ashley Olson - The Unauthorized Full House Story
- Danika Yarosh - Heroes Reborn

### Miglior performance in una serie televisiva

#### Giovane attore protagonista (14 - 21 anni)
- Rhys Matthew Bond - Detective McLean (Ties That Bind)
- Ryan Cargill - WITS Academy
- Jadiel Dowlin - Annedroids
- Sean Giambrone - The Goldbergs
- Marcus Scribner - Black-ish
- Kolton Stewart - Some Assembly Required

#### Giovane attrice protagonista (13 anni o meno)
- Sloane Morgan Siegel - Gortimer Gibbon's Life on Normal Street
- Gabe Eggerling - The Kicks
- Hunter Fischer - The Midnight Anthology
- Pierce Gagnon - Extant
- Jake Goodman - Max & Shred
- Sean Michael Kyer - Odd Squad-Rise of The Hydraclops
- Jude Wright - Spy

#### Giovane attrice protagonista (14 - 21 anni)
- Johnnie Ladd - Table 58
- Mika Abdalla - Project MC2
- Emilia McCarthy - Max & Shred
- Paris Smith - Emma una strega da favola (Every Witch Way)

#### Giovane attrice protagonista (13 anni o meno)
- Layla Crawford - The First Family
- Madison Ferguson - The Stanley Dynamic: The Stanley Christmas
- Olivia Sanabia - Just Add Magic

#### Giovane attore non protagonista
- Miles Brown - Black-ish
- Ian Chen - Fresh Off The Boat
- Albert Tsai - Dr. Ken
- Graham Verchere - C'era una volta (Once Upon a Time)

#### Giovane attrice non protagonista
- Marsai Martin - Black-ish
- Adrianna Di Liello - Annedroids: Jurassic Junkyard
- Ysa Penarejo - Project MC2
- Kylie Rogers - The Whispers
- Victoria Vida - Project MC2
- Genneya Walton - Project MC2

#### Giovane attore guest star (14 – 21 anni)
- Christian Hutcherson - Survivor's Remorse
- Zach Callison - Henry Danger
- Jake Elliott - The Night Shift

#### Giovane attore guest star (11 – 13 anni)
- Graham Verchere - Impastor
- Logan Guleff - Master Chef Junior with Gordon Ramsay
- Trevor Larcom - Scorpion

#### Giovane attore guest star (10 anni o meno)
- Samuel Faraci - Saving Hope
- Zachary Haven - Blood Relatives
- Elisha Henig - CSI: Cyber
- Jack McGraw - Workaholics
- Madison Rojas - Jane the Virgin
- Keith L. Williams - The Goldbergs

#### Giovane attrice guest star (14 – 21 anni)
- Mandalynn Carlson - Grey’s Anatomy
- Brielle Barbusca - Bones
- Lexi DiBenedetto - Instant Mom
- Ekeme Ekanem - Married
- Madison Grace - Law & Order - Unità vittime speciali (Law & Order: Special Victims Unit)
- Stephanie Katherine Grant - Survivor's Remorse
- Leah Lewis - Gamers Mania (Gamer's Guide to Pretty Much Everything)
- Danika Yarosh - Law & Order - Unità vittime speciali (Law & Order: Special Victims Unit)

#### Giovane attrice guest star (11 – 13 anni)
- Piper Keesee - 100 Things To Do Before High School
- Zoë Fraser - I misteri di Murdoch (Murdoch Mysteries)
- Laura Krystine - Fresh Off the Boat

#### Giovane attrice guest star (10 anni o meno)
- Mila Brener - Mutt & Stuff
- Siena Agudong - Nicky, Ricky, Dicky & Dawn (Nicky, Ricky, Dicky and Dawn)
- Laya Hayes - I fantasmi di casa Hathaway (The Haunted Hathaways)
- Gracyn Shinyei - Supernatural

#### Giovane attore ricorrente (14-21 anni)
- Matt Cornett - Bella e i Bulldogs (Bella and the Bulldogs)
- Myles Erlick - The Next Step
- Nicolas Fontaine - 30 Vies
- Quinn Lord - L'uomo nell'alto castello
- Joey Luthman - General Hospital
- Richard Walters - Degrassi: The Next Generation

#### Giovane attore ricorrente (13 anni o meno)
- Rio Mangini - Bella e i Bulldogs (Bella and the Bulldogs)
- Thomas Barbusca - American Horror Story
- Major Dodson - The Walking Dead
- Elisha Henig - Nicky, Ricky, Dicky & Dawn (Nicky, Ricky, Dicky and Dawn)
- Trevor Larcom - True Detective
- Jordan Poole - Mr. D
- Steele Stebbins - Crazy Ex-Girlfriend
- Tate Yap - Odd Squad

#### Giovane attrice ricorrente (14-21 anni)
- Luna Blaise - Fresh Off The Boat
- Maureen Adelson - 30 Vies
- Stephanie Janusauskas - This Life
- Madison Lintz - Bosch
- Katelyn Nacon - The Walking Dead
- Emily Robinson - Transparent
- Olivia Steele Falconer - C'era una volta (Once Upon a Time)

#### Giovane attrice ricorrente (13 anni o meno)
- Laura Krystine - 100 Things To Do Before High School
- Peyton Kennedy - Odd Squad
- Kassidy Mattera - Mr. D
- Sunnie Pelant - Bones
- McKenna Roberts - Febbre d'amore (The Young and the Restless)
- Brooklyn Silzer - General Hospital
- Gabrielle Trudel - Haven

### Miglior performance in una pubblicità televisiva
- Christian Ganiere - Subaru - Jr. Driver
- Thomas Barbusca - Geico - Peter Pan Reunion
- Alyssa Cross - HSBC Bank - The Invitation
- Logan Guleff - Olive Garden - Appetizer
- Olivia Sanabia - Dairy Queen - Rolo Minis Blizzard
- Thunder Squad Drumline - ESPN Black History - "Lead" Commercial
- Keith L Williams - Chex - Fort Green Sheets vs Castle Brave Storm

### Miglior giovane cast

#### In una serie televisiva
- Hudson Yang, Forrest Wheeler e Ian Chen - Fresh Off the Boat
- Marcus Scribner, Yara Shahidi, Miles Brown e Marsai Martin - Black-ish
- Lizzy Greene, Aidan Gallagher, Casey Simpson e Mace Coronel - Nicky, Ricky, Dicky & Dawn (Nicky, Ricky, Dicky and Dawn)
- Dalila Bela, Filip Geljo, Millie Davis e Sean Michael Kyer - Odd Squad
- Hayden Byerly, Jake T. Austin e Gavin MacIntosh - The Fosters

#### In una webserie
- Marlhy Murphy, Isaak Presley, Cecilia Balagot e Dalton Cyr - A History of Radness
- Addison Holley, Jadiel Dowlin, Adrianna Di Liello e Millie Davis - Annedroids
- Justin Galluccio e Zane Huett - Blooob
- Sloane Morgan Siegel, Drew Justice e Ashley Boettcher - Gortimer Gibbon's Life on Normal Street
- Mika Abdalla, Ysa Penarejo, Victoria Vida e Genneya Walton - Project MC2

### Miglior voce fuori campo

#### Giovane attore (12 - 21 anni)
- Graham Verchere - My Little Pony - L'amicizia è magica (My Little Pony: Friendship Is Magic)
- Elijha Hammill - Paw Patrol
- Reese Hartwig - Tom and Jerry Spy Quest
- Zac McDowell - Tumble Leaf
- Marcus Scribner - Il viaggio di Arlo (The Good Dinosaur)

#### Giovane attore (11 anni o meno)
- Zachary Haven - Pearly Gates
- Devan Cohen - Paw Patrol
- Gabe Eggerling - The Trick or Treaters
- Jet Jurgensmeyer - Bubble Guppies - Un tuffo nel blu e impari di più (Bubble Guppies)
- Jaxon Mercey - Daniel Tiger (Daniel Tiger's Neighborhood)

#### Giovane attrice (12 - 21 anni)
- Kaitlyn Dias - Inside Out
- Hope Cassandra - Wishenpoof!
- Amariah Faulkner - Assassin’s Creed: Syndicate
- Bailey Gambertoglio - Bubble Guppies - Un tuffo nel blu e impari di più (Bubble Guppies)
- Addison Holley - Wishenpoof!
- Hannah Swain - Ruff-Ruff Tweet & Dave
- Nicole Tompkins - Antboy: Revenge of the Red Fury

#### Giovane attrice (11 anni o meno)
- Ava Priestley - Wishenpoof!
- Isabella Crovetti-Cramp - Shimmer and Shine
- Laya Hayes - Doc McStuffins
- Chelsea Miller - Barbie & Her Sisters in the Great Puppy Adventure
- Darielle Stewart - Welcome to Whisker Haven
- Nicole Wedel - Harvey Beaks
- Brooke Wolloff - Tumble Leaf

### Miglior performance in un film DVD

#### Giovane attore
- Toby Nichols - Chasing Ghosts
- John Paul Ruttan - Shelby: A Magical Holiday Tail
- Will Spencer - Ghost Squad

#### Giovane attrice
- Mandalynn Carlson - A Horse For Summer
- Laci Kay - Midlife
- Cassidy Mack - Zoey to the Max
- Annabelle Roberts - Further Instructions

### Miglior performance WEB

#### Giovane attrice
- Brice Fisher - Between 2 Phat Kids
- Lucas Barker -  Dogs & Me
- Christian Ganiere - Reaper Tales: Monsters Under the Bed
- Max Geschwind - WeHo Politics w/Max Geschwind
- Noah Schnacky - Hitstreak

- Mila Brener - Hopeless Bromantic
- Taylor Blackwell - Tweet
- Amanda Buhs - The Deadersons
- Kacey Fifield - Clique Wars
- Tori Griffith - The Fergusons
- Molly Jackson - The Magnificient Life of Meg
- Elise Luthman - Short Girls Club

### Miglior performance teatrale

#### Giovane attore
- Exodus Lale - The Lion King
- Mathew Edmondson - High School Musical
- Julien Hicks - The Singing Butler
- Gavin Morales - Right Behind You
- Matthew Nardozzi - Irving Berlin and Co
- Carson Reaume - The Heart of Robin Hood
- Valin Shinyei - A Christmas Story - The Musical

#### Giovane attrice
- Eva de Zwart - The Velveteen Rabbit
- Anna Bartlam - White Christmas
- Courtney Coleman - The Backdoor Draft Improv Group
- Samantha Hodges - The Lady From The Sea
- Madeline Lupi - Mother Goosed
- Sydney Mikayla - Pino, A Pinocchio Story
- Abigail Wolff - Leading Ladies